# Бруньяро, Луиджи
Луиджи Бруньяро (итал. Luigi Brugnaro; род. 13 сентября 1961 года) — итальянский консервативный политик и предприниматель, мэр Венеции с 15 июня 2015 года.

## Ранние годы и образование
Луиджи Бруньяро родился 13 сентября 1961 года.
Луиджи получил диплом архитектора в университете IUAV. Бруньяро — владелец баскетбольной команды Reyer Venezia Mestre, бывший председатель Confindustria Venice и бывший президент Assolavoro.

## Деятельность
Бруньяро баллотировался в качестве независимого политика, вступив в должность 15 июня 2015 года.
Бруньяро вызвал споры тем, что запретил в городских школах 49 книг о дискриминации и гомосексуализме, в том числе французскую книгу о воспитании в однополой семье под названием «У Джин две мамы», а также объявил, что гей-парада в Венеции не будет. В связи с этими действиями и заявлениями он вступил в серию дискуссий с музыкантом и активистом Элтоном Джоном.
24 августа 2017 года мэр Луиджи Бруньяро приказал итальянской полиции стрелять сразу в любого, кто кричит «Аллаху акбар». В своем заявлении он сказал: «Когда дело доходит до терроризма, нам необходимо усилить нашу безопасность. У нас было четверо террористов, арестованных в Венеции несколько месяцев назад, которые хотели взорвать мост Риальто. Они сказали, что хотят пойти и встретиться с Аллахом, поэтому мы отправим их прямо к Аллаху, не сбрасывая их с моста, мы просто пристрелим их».
В 2018 году Бруньяро успешно возглавил кампанию по взиманию платы с однодневных посетителей Венеции. Плата, утвержденная итальянским парламентом, варьируется в зависимости от времени года посещения. Бруньяро сказал об этой мере: «Налог … позволит нам лучше управлять городом и содержать его в чистоте … и позволит венецианцам жить более прилично».
После того, как в первую неделю июня 2019 года большой пассажирский лайнер врезался в терминал для круизных судов в Венеции, Бруньяро заявил: «Еще раз доказано, что большие суда не могут пересекать канал Джудекки».
Во время повторного затопления города в 2019 году Бруньяро сказал, что «Венеция стоит на коленях», описывая катастрофу, и назвал её причиной глобальное потепление, заявив, что «это последствия климатических изменений …».